# Галльские войны

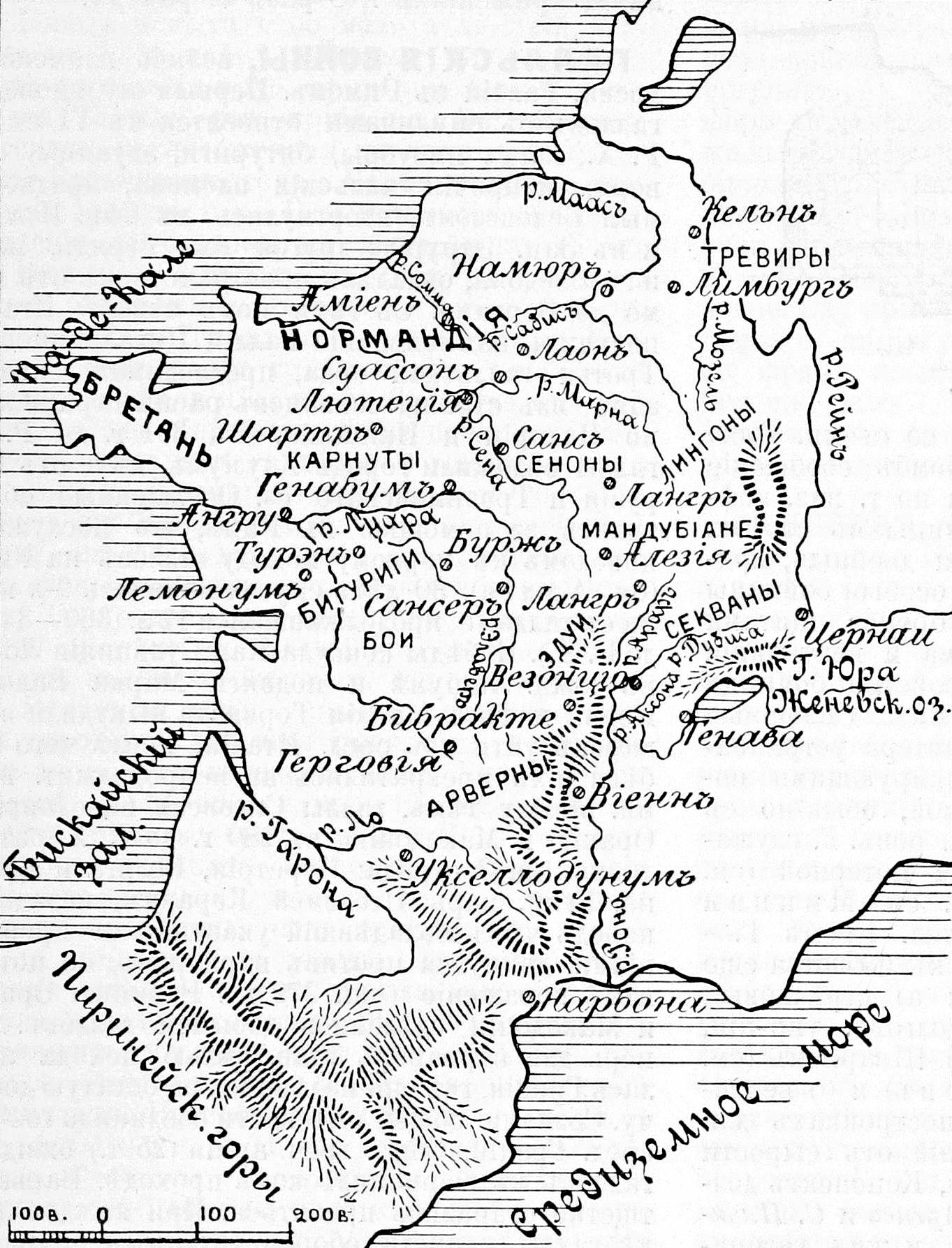
Данное фото было использовано в статье «Галльские войны» опубликованной в седьмом томе «Военной энциклопедии», который был издан книгоиздательским товариществом И. Д. Сытина в 1912 году в столице Российской империи городе Санкт-Петербурге.

Галльские войны, Галльские походы — вооружённые столкновения древнего Рима с галльскими племенами в VI—I веках до нашей эры.

## Ранняя Римская республика
Первые столкновения галлов с римлянами относятся к VI веку до нашей эры, когда инсубры, битуриги, эдуи, арверны и прочие галльские племена, предводимые Беловезом, вторглись в Северную Италию и в Западную Этрурию. Другое их войско, под командованием Эледона, овладел пространством от Комо до Бергамо. С тех пор север Италии получил наименование Галлии Цизальпинской. Третье галльское нашествие, под предводительством Сиговезом, из страны секванов распространилась по Иллирии и Паннонии. В 391 году до нашей эры галлы осадили город Клузий, к западу от Перузии и Тразименского озера. Осаждённые обратились за помощью в Рим, что послужило поводом к первому походу галлов на Рим.

Экспансия кельтских племён в VI—III веках до н. э.

30 лет спустя началась вторая война с галлами, продолжавшаяся 12 лет (360—348 до н. э.) Победы консула Гая Сульпиция Лонга в Южном Лациуме и подвиги Марка Валерия Корва и Тита Манлия Торквата вынудили варваров уйти из Средней Италии, после чего набеги их прекратились на непродолжительное время. Между тем, галлы Сиговеза, наводнившие Фракию и Македонию, в 280 году до н. э. разделились на три отряда: Церетрия, Бельга и Бренна. Царь Птолемей Керавн, незадолго перед тем овладевший указанными провинциями, двинулся против варваров, но потерпел поражение (май 279 года до н. э.). Равнины Фракии и Македонии сделались добычей галлов. Teперь для варваров главной целью похода явилась Греция, где они надеялись на богатую добычу. Сознание общей опасности сплотило государства Средней Греции. Союзная армия греков в 25 тыс. человек ожидала галлов в Фермопильском проходе. Варвары тщетно старались пробиться. При каждой атаке галлы, единственным оборонительным снаряжением которых служили щиты, с большими потерями были отражаемы греками, занимавшими удобную позицию и поддерживаемыми флотом. Однако, изменники из гераклейцев указали Бренну путь, по которому некогда персы, руководимые Эфиальтом, зашли в тыл отряду Леонида. Союзная армия греков, увидя себя обойдённою галлами, разошлась по домам.
Бренн двинулся к Парнасу, желая напасть на Дельфы, чтобы овладеть сокровищами тамошнего храма. На помощь святыне поспешили фокидцы и небольшой локрийско-этолийский отряд; они заняли окрестности Дельф. Кoгда сюда приблизился Бренн, внезапно наступили холода, вынудившие галлов к отступлению.
Занятие страны сенонов римскими колонистами послужило поводом к новой войне (226—221 до н. э.). В 225 году до н. э. бойи, инсубры, тауриски, в соединении с гезатами (воинственное племя в верхней долине Роны) в количестве 70 тыс. человек вторглись в Среднюю Италию, в направлении на Аримин, который прикрывала армия консула Эмилия Папа в 26 тыс. человек. Другой консул — Гай Атилий Регул — с такими же силами стоял в Сардинии. Однако, галлы двинулись в сторону побережья Тирренского моря и, нигде не встречая сопротивления, через Пизу вторглись в Этрурию и дошли до Клузия, отстоявшего от Рима только на три перехода. Получив известие о движении варваров, консулы поспешно двинулись на защиту Этрурии. В конце 225 года до н. э. y мыса Теламона высадившиеся близ Пизы сардинские легионы Регула преградили дорогу галлам. Сражение уже началось, как на поле битвы подоспел Пап и атаковал варваров с тыла. Галльская армия была уничтожена. После этого Пап вторгся в область бойев и в 224 году до н. э. покорил её.

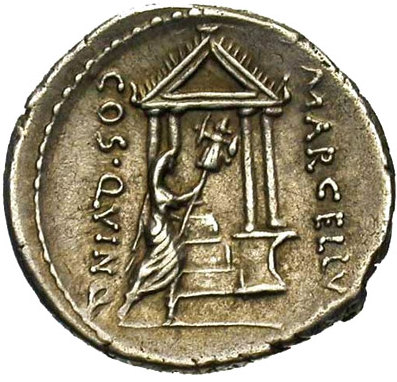
Денарий Публия Корнелия Лентула Марцеллина (50 год до н. э.), реверс:
его предок Марк Клавдий Марцелл посвящает Юпитеру spolia opima

В 223 году до н. э. консул Фламиний перешел через Пад y нынешней Пьяченцы, но потерпел поражение от галлов. В 222 году до н. э. консул Марк Клавдий Марцелл и Гней Корнелий Сципион вторглись в страну инсубров. Последние пытались отвлечь римлян от осады укреплённого города Ацерре (к северо-западу от нынешней Кремоны) вторжением в страну к югу от Пада, но в сражении при Кластидии (нынешний Кастеджо) Марцелл разбил их, причём галльский вождь Виридомар пал на поединке от руки самого консула.
Вслед за тем Ацерре достался римлянам, a консул Сципион взял штурмом столицу инсубров Медиолан (Милан). Наконец, взятием Комума было довершено покорение этого племени. Во время Второй Пунической войны (218—201 до н. э.), при переходе Ганнибала через реку Эбро, бойи и инсубры восстали против римлян. Стоявший с одним легионом y Аримина претор Манлий, получив известие о восстании, двинулся к Мутине, но был разбит и отошел к Паду, где укрылся y местечка Таннет.
При вторжении Ганнибала в Италию цизальпинские галлы пополнили ряды его армии. Только в 201 году до н. э. консул Элий Пет двинулся против бойев для обеспечения Плаценции и Кремоны, но в 200 году до н. э. галлы взяли Плаценцию, a в 199 году до н. э. нанесли поражение римским войскам Бебия Тамфила. В 197 году до н. э. на берегу реки Минчо Корнелию Цетегу удалось нанести инсубрам поражение, которое вместе с потерей Комума заставило их в 196 году до н. э. заключить с римлянами мир. Но с бойями и лигурами война продолжалась; после поражения при Мутине (193 год до н. э.) сила сопротивления бойев начала слабеть и в 191 году до н. э., разбитые консулом Сципионом Низикой, они были вынуждены покориться римлянам.
Co второй половины II века до н. э. Рим начал войны с трансальпийскими галлами. Поводом к первой войне явилось нападение оксибиев и децеатов на союзную с римлянами Массилию (Марсель). В 125—123 годах до н. э. салии и аллоброги (между реками Изаром и Араром), поддержанные арвернами, начали войну против Рима. Борьба была слишком неравна и окончилась обращением территории побеждённых в римскую провинцию, где в 118 году до н. э. был основан город Нарбонна.
Во время нашествия кимвров и тевтонов в Южную Галлию в 113—102 годах до н. э. отряды галлов, входившие в состав армии кимврского предводителя Бойорига, приняли участие в разгроме римских войск консула Квинта Сервилия Цепиона при Араузионе (Оранж) 6 декабря 106 года до н. э.

## При Юлии Цезаре

### Кампании 58—54 годов до н. э.

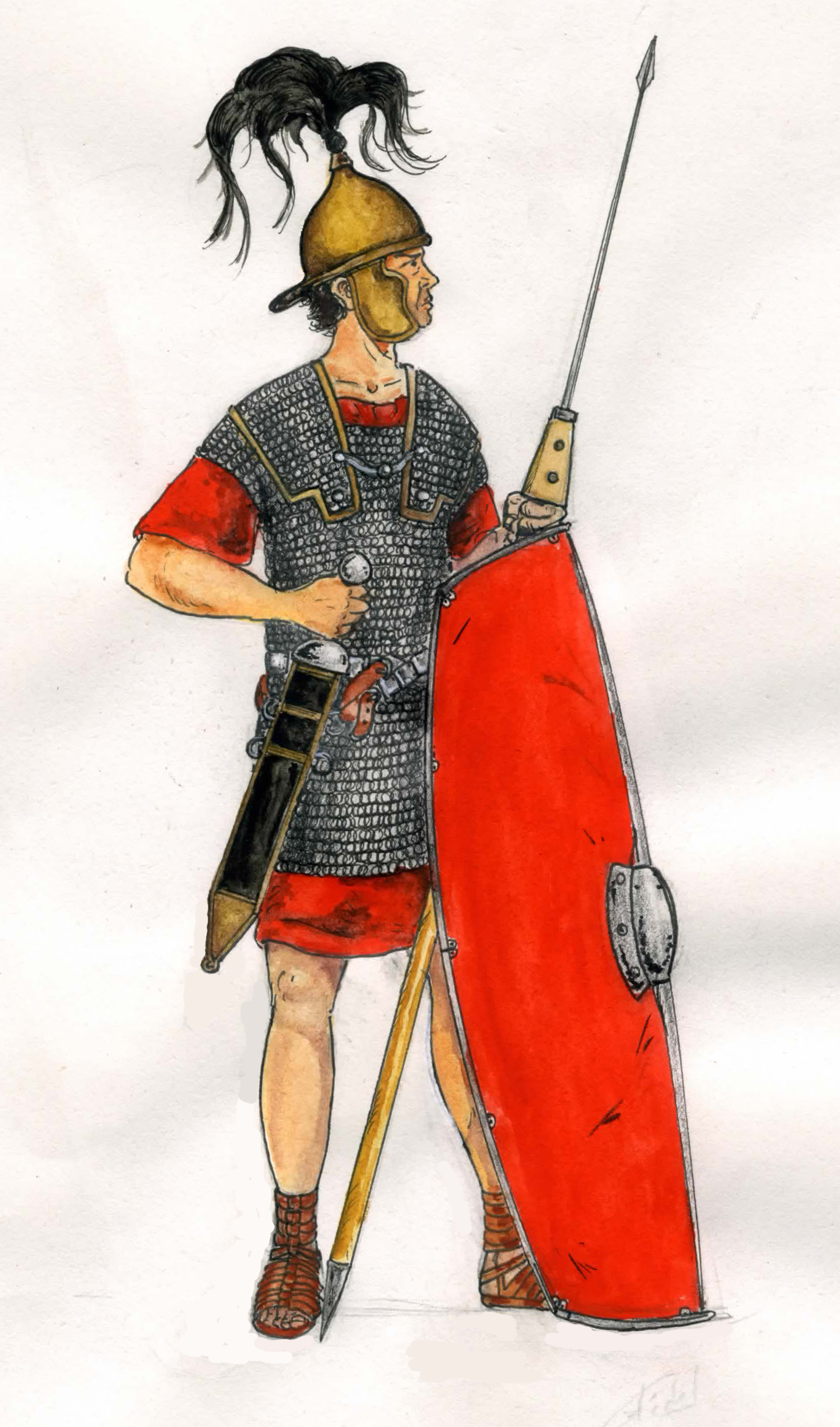
Реконструкция облика римского легионера I века до н. э.

Дело завоевания Трансальпийской Галлии довёл до конца Юлий Цезарь (58—51 до н. э.). Трансальпийское наместничество доставило ему возможность деятельно приняться за осуществление старой идеи Рима — завоевания и романизации этой страны. В апреле 58 году до н. э. гельветы, теснимые германцами, покинули занимаемую ими страну (между Боденским озером, верхним Рейном, Женевским озером и Юрой) и в количестве 368 тыс. человек (из них 1/4 вооружённых) с семействами двинулись искать себе новое отечество, имея намерение через Генаву (теперь Женева) и область аллоброгов вторгнуться в Центральную Галлию. Не желая допустить гельветов в римскую Галлию, Цезарь поспешил загородить им путь линией укреплений от Женевского озера до крутых предгорий левого берега реки Рона.
Варвары откатились к северу и через проход Юрских гор вторглись в страну секванов; в то время, как они подходили к реке Арар, Цезарь с войсками двинулся из Женевы в страну эдуев, разбил гельветов на левом берегу Арара и 15 дней преследовал их в северо-западном направлении. Римляне уже начали испытывать затруднения в продовольствии, и их кельтские союзники становились ненадёжными, как Цезарь переменил направление марша к главному городу эдуев Бибракте, под стенами которого произошла решительная битва, окончившаяся полным разгромом гельветов (58 год до н. э.). Их предводитель Оргеторикс отвел остатки своего племени на родину. Цезарь находился ещё в Бибракте, когда прибыло к нему посольство от секванов с просьбой о помощи против германского предводителя Ариовиста, успевшего распространить свое владычество в значительной части Галлии. Проконсул потребовал от Ариовиста отказа от своих завоеваний в Галлии, но последний отверг это требование. Желая предупредить германцев, Цезарь поспешил занять столицу, Везонцио (теперь Безансон), важный не только по своему географическому положению, но и как склад всякого рода припасов. Из Везонцио, избегая пустынные долины реки Дубиса (ныне Дуб), Цезарь направился в Верхний Эльзас, где находились главные силы Ариовиста. На равнине, недалеко от нынешнего Мюльхаузена, близ Рейна, при Цернаи произошла решающая битва, в которой Ариовист понёс поражение. Эта победа решила судьбу племён, населявших среднюю Галлию, которые вынуждены были признать над собою римское владычество.
Между тем, война возгорелась в другом месте. Воинственные бельги, под командованием царя суэссионов (около нынешнего Суассона) Гальбы, встревоженные успехами Цезаря, двинулись против союзных с ним ремов и осадили их столицу Лаон. Штурм города, предпринятый Гальбой, не удался и он отошел к берегу реки Аксоны (теперь Эн), куда весною 57 года до н. э. прибыл и Цезарь с восемью легионами. Ввиду большого неравенства сил (40 тыс. против 280 тыс.), Цезарь избегал сражения и, держась оборонительно на удачно выбираемых позициях, мелкими стычками и беспрестанными нападениями сумел утомить врагов; к тому же служившие в войсках Гальбы белловаки (близ Бове), при известии о вторжении в их область эдуев, ушли домой, и сильная бельгская армия распалась. Вслед затем Цезарь овладел Суассоном и подчинил своей власти белловаков, амбианов, суэссионов и прочие племена, жившие в стране к западу от нынешнего Амьена, но тем упорнее сопротивлялись восточные племена кельтов: нервии, атребаты (близ Сен-Кантена), виромандцы (близ Арраса) и адуатуки (при Намюре) заключили между собою союз и двинулись к реке Сабису (Самбра), в области Гомона, Бове и Мобёжа, куда тем временем с 6 легионами прибыл Цезарь и приступил к постройке на левом берегу реки укреплённого лагеря. Много трудов стоило римлянам утвердиться в этой местности, среди всевозможных лишений и в беспрестанных ожесточённых схватках с варварами. Летом 56 года до н. э. последние соединенными силами атаковали на левом берегу Сабиса римскую армию. Бой был чрезвычайно упорный. Центр и левое крыло, под командованием легата Лабиена, отразив несколько стремительных галльских атак, перешли в наступление, но два легиона правого крыла, которыми командовал сам Цезарь, энергично атакованные нервиями, находились в очень трудном положении, пока прибытие двух легионов резерва и Лабиена с одним легионом левого крыла не решили дела в пользу римлян.
Покончив с нервиями и их союзниками, Цезарь двинулся на адуатуков и разбил их ополчение при Гуи на Маасе, после чего расположил свою армию на зимние квартиры в местности, где ныне находятся города и области Шартр, Анжу и Турень. Однако, в конце зимы 56 года до н. э. во всей береговой области от Луары до дельты Рейна вспыхнуло восстание венетов (в юго-восточной Бретани), к которым присоединились некоторые галльские племена. Получив известие о мятеже, проконсул распорядился немедленно отправить в Нормандию три легиона под командованием легата Квинта Титурия Сабина и, оставив Лабиена с конницей для наблюдения за Бельгией и левом берегу Рейна, сам двинулся против венетов. Однако, оказалось, что города и укрепления этих варваров находились на крутых береговых утёсах, во время прилива защищаемых океаном, a во время отлива — болотами и озерами. Кроме того, венеты обладали значительной эскадрой из парусных судов. Тем не менее, выстроенный легатом Децимом Брутом сильный гребной флот на Луаре дал возможность Цезарю выйти в море, напасть на варваров со стороны океана и нанести им поражение. После этого кельты Бретани изъявили ему покорность, равно как подчинились его власти и побеждённые Сабином галльские племена Нормандии.
В 55 году до н. э. Цезарь с двумя легионами переправился через Па-де-Кале и высадился в Юго-Восточной Британии, но вскоре возвратился назад и весною 54 года до н. э. снарядил флот из 800 транспортных судов, на которых переправил в Кент 5 легионов и 2 тыс. всадников. Перейдя Темзу y Кингстона, выше нынешнего Лондона, он двинулся на кельтское ополчение, бывшее под началом вождя Кассивелауна, но тревожные известия, полученные им из Галлии, заставили его вступить в переговоры с Кассивелауном и возвратиться в Галлию. К концу 54 года до н. э. было завершено завоевание этой страны, но её покорность римскому владычеству оказалась ненадёжной.

### Восстания галльских племён

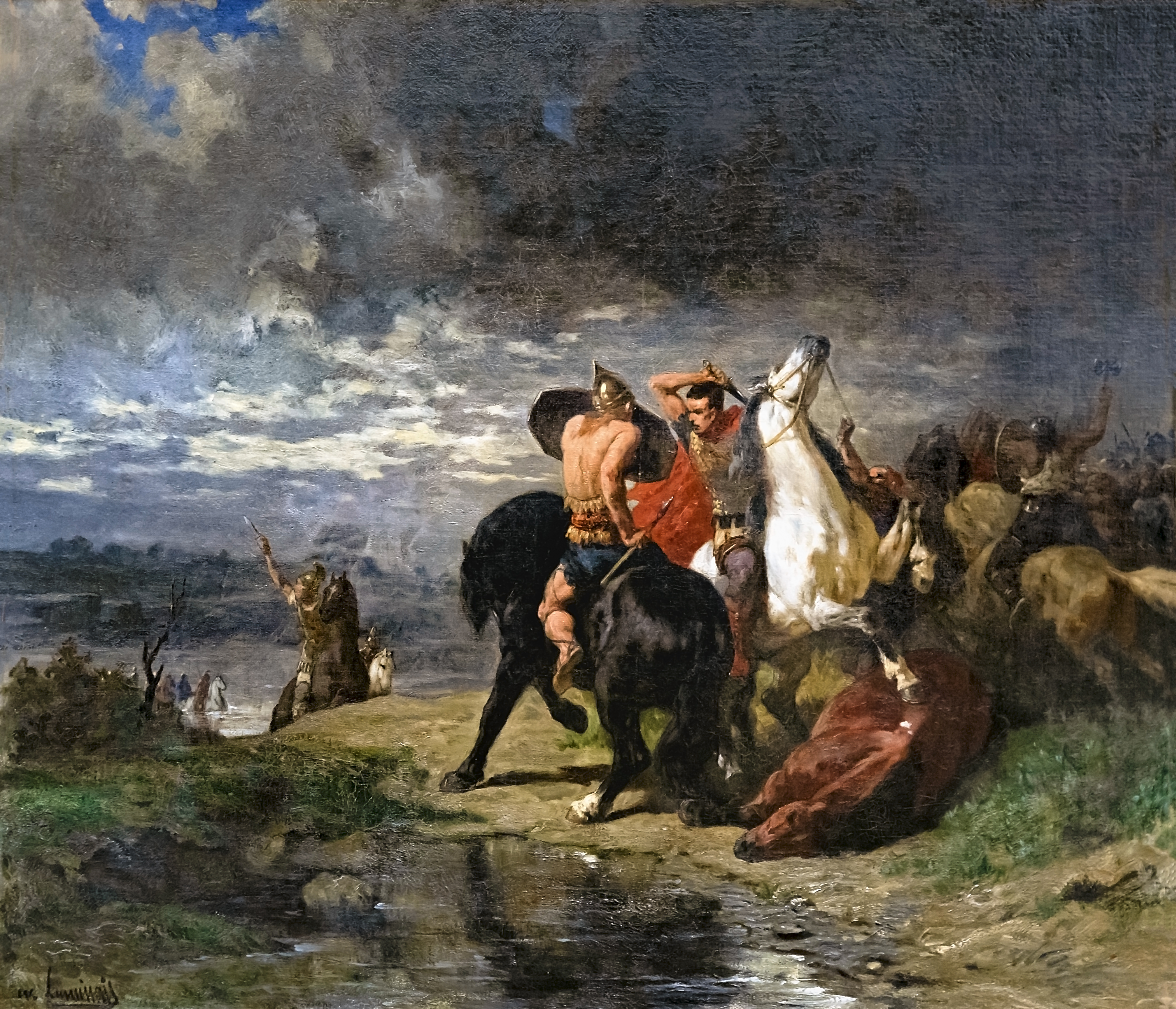
Э.-В. Люмине. Схватка римлян с галлами (XIX век)

В начале 53 года до н. э. вспыхнуло восстание треверов под руководительством Индуциомара и в то же время вожди эбуронов (в области среднего Мааса), Амбиорикс и Катувольк, сделали нападение на укреплённый лагерь Титурия Сабина, стоявшего с частью римских войск (вблизи нынешнего Лимбурга; хотя нападение не удалось, но Амбиорикс, обманув римлян ложным известием о восстании в Бельгии и вторжении германцев в Галлию, заставил их очистить занимаемый ими лагерь; во время отступления эбуроны напали на римский отряд и истребили его большую часть. К эбуронам тотчас же присоединились нервии и адуатуки и в количестве 60 тыс. двинулись к другому укреплённому римскому лагерю, расположенному y слияния Самбры и Мааса (около нынешнего Намюра). Легат Квинт Цицерон (брат знаменитого оратора), стоявший там с одним легионом и более осторожный, чем Сабин, принял необходимые меры для защиты лагеря, мужественно отбивался от многочисленного неприятеля. Цезарь, находясь в это время в Самаробриве, на реке Сомме, узнав о бедственном положении Цицерона, немедленно с 2 легионами выступил из Реймса на выручку. Между тем, осаждающие в продолжение месяца ежедневно штурмовали лагерь, окружив его циркумвалационными линиями и подведя к нему ряд подвижных башен, с которых бросали горючие материалы. Цезарь, подойдя к Самбре, поспешно окопался, привлекая на себя внимание осаждающих. Последние, полагаясь на свою численную силу, бросились штурмовать окопы Цезаря, но здесь потерпели поражение и рассеялись. Почти в то же время Лабиен разбил вождя треверов Индуциомара, который пал на поле сражения.
Но опасность все ещё не были окончательно устранена; Цезарь получил известие, что в центральной Галлии сеноны и карнуты (между средним течениями Сены и Луары) активно готовят новое восстание. При наличности названных условий проконсул энергично принялся за военные приготовления, вызвал из Италии три новых легиона (общее число их возросло к весне 53 года до н. э. до 10). Стянув войска, Цезарь довершил покорение Бельгии, привел к подчинению нервиев, сенонов и карнутов, перешёл Рейн несколько выше Кёльна, принудил свевов уйти в дремучие леса и, по возвращении, поворотил к Арденнам для преследования Амбиорикса. Весь обоз был оставлен в укреплённом лагере в стране адуатуков, где был истреблён легион Сабина, причём охрана лагеря и обоза поручалась Цицерону (1 легион и 600 всадников); 3 легиона заняли окрестности Намюра, 3 других посланы в обход со стороны Брабанта. Цезарь действовал так быстро, что передовые отряды его конницы появились перед станом Амбиорикса, прежде нежели последний успел приготовиться к защите. Произошла жаркая схватка, в которой эбуроны были разбиты.
С наступлением 52 года до н. э. вспыхнуло общее восстание галлов, подготовлявшееся уже давно, вождем которого явился арвернский предводитель Верцингеториг, успевший привлечь к себе почти все племена от Гаронны до Нормандии. В это время войска Цезаря занимали следующее расположение: 2 легиона стояли на границах племени треверов, 2 — y нынешнего Лангра и 6 — в области сенонов при Агедикуме (нынешний Санс). Галльские войска двинулись вверх по Луаре, чтобы отрезать Цезаря от Лабиена. Проконсул двинулся в Нарбонну, перешел Севенны, через Виваре вторгся в Овернь и y Вьена соединился с Лабиеном. Соединённые силы римлян устремились теперь к Генабуму и, перейдя Луару, двинулись к столице битуригов Аварику (теперь Бурж). Между тем, Верцингеториг разорил местность вокруг Аварика и сам расположился на возвышенностях, в виду города. Но его попытка к освобождению Аварика окончились неудачно: галльская армия была отбита с большими потерями и город взят римлянами приступом, причём при штурме погибло до 10 тыс. галлов.
Обратив Аварик в груды развалин, Цезарь затем вторгся в область эдуев и отсюда выслал Лабиена с 4 легионами к Сене против сенонов и карнутов, приказав ему взять Лютецию (Париж), a сам во главе 6 легионов, перейдя реку Элавер (нынешняя Алье), двинулся в горную область арвернов и осадил Герговию (близ нынешнего Клермон-Феррана, в Пюи-де-Дом), под стенами которой в укреплённом лагере расположилась армия Верцингеторига. Между тем, в тылу римских войск восстали эдуи, захватили принадлежавшие легионам запасы и даже отправили к галльскому вождю 10-тысячный отряд Литавика. Из-под стен Герговии Цезарь выступил против эдуев, оставив для охраны лагеря и осадных работ 2 легиона легата Фабия. Переговоры Цезаря с эдуями кончились их присоединением к римскому войску, за исключением вспомогательного отряда Литавика, сражавшегося на стороне Верцингеторига. Дав отдых своим солдатам, Цезарь повернул обратно и с рассветом следующего дня возвратился к Герговии, где с трудом держались легионы Фабия. Невозможность выманить Верцингеторига для боя в открытом поле и недостаток продовольствия заставили проконсула сделать попытку к овладению городом штурмом. Заметив, что неприятель слабо занял ближайшие к Герговии высоты, через которые устанавливалась связь с жителями осаждённого города, Цезарь, с целью привлечения внимания противника, двинул туда часть своих войск. Сознавая важное значение угрожаемых пунктов, Верцингеториг перебросил туда большую часть сил, тогда как Цезарь со всеми остальными войсками начал штурм противоположной стороны города. Штурмующим колоннам предстояло пройти всего 200 шагов, но это небольшое пространство было пересечено естественными и искусственными препятствиями, сильно замедлившими штурм. В это время войска Верцингеторига, имевшие время поспеть к атакуемому пункту, атаковали римлян во фланг и опрокинули их.

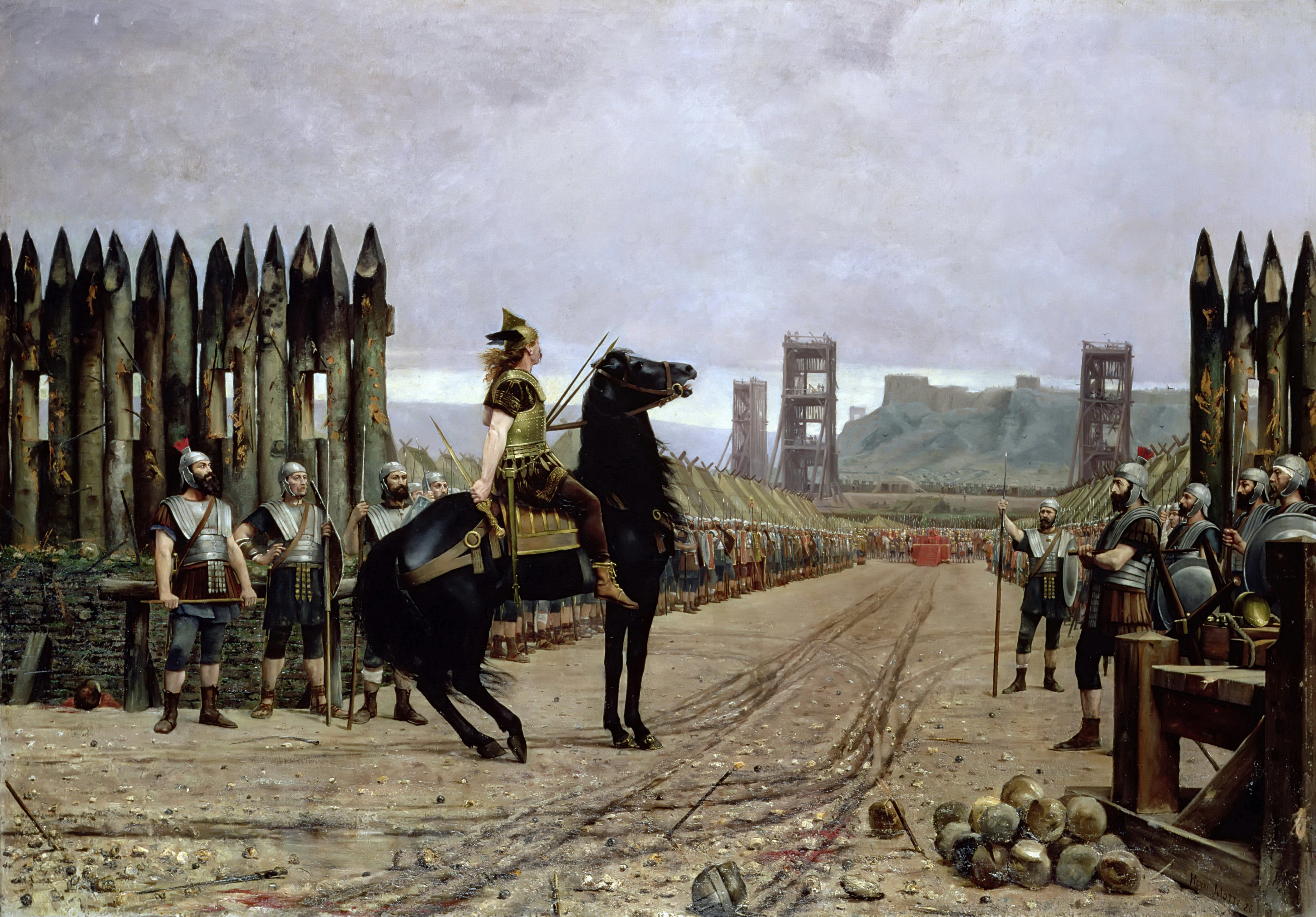
А.-П. Мотт. Верцингеториг сдаётся Цезарю (1892)

После такой неудачи проконсул, в виду противника, начал отступление к северу на соединение с войсками Лабиена. В три перехода достиг он Алье, переправился через неё и двинулся к Сансу. Слабо преследуемый неприятельской армией со стороны Герговии и Бибракте, Цезарь достиг Санса, куда не без труда пробился Лабиен, которому незадолго перед тем удалось разбить армию вождя паризиев Камулогена. Соединившись со своим легатом, проконсул устремился к Везонцио, имея в виду сделать этот город исходным пунктом дальнейших боевых операций. Недостаток в конницы заставил его призвать к себе вождя свевов Ариовиста с его германской конницей, за содействие которой он обещал Ариовисту уступку области секванов. Вслед затем, при первой же встрече с конницей Верцингеторига при Бенёвре превосходная конница Ариовиста опрокинула её, благодаря чему Цезарь одержал здесь победу и преследовал неприятеля до самого лагеря. Верцингеториг отошёл к Алезии, назначенной сборным пунктом кельтских ополчений, где должна была решиться для галлов судьба восстания. Галльский вождь, находившийся еще под впечатлением своей удачи под Герговией, сделал крупную ошибку, приняв решение с 80-тысячной армией запереться в стенах крепости. Несмотря на отчаянное сопротивление гарнизона, крепость пала, сдавшись в 51 году до н. э.
Теперь Цезарю оставалось только справиться с мятежными бельгами, во главе которых стояли два белловакских вождя — Коррей и Комий. С 7 легионами он двинулся на бельгов, но те поспешно отступили и вскоре частью покорились римлянам, частью же выселились в Германию и в Иллирию. Около того же времени андунский вождь Думник осадил союзный с Римом город Лемонум (нынешний Пуатье), но один из легатов Цезаря, Каниний принудил его снять осаду и отступить на правом берегу Луары, где Думник потерпел поражение, потеряв 12 тыс. убитыми и ранеными. Остатки его армии, под командой Луктерия и Драпа, последних вождей галлов, заперлись в Укселлодуне на реке Ло. Цезарь поспешил к этому городу, окопал его рвом и валом и, чтобы отрезать от осажденных воду, выстроил y ключа, вытекавшего из подножия горы, редут с 10-этажной башней и, обезводив источник посредством подкопа, принудил гарнизон к сдаче. Таким образом, к началу 50 года до н. э. завершилось покорение Галлии.